# Mycosphaerella maculans
Mycosphaerella maculans är en svampart som tillhör divisionen sporsäcksvampar, och som först beskrevs av Pier Andrea Saccardo och Roum., och fick sitt nu gällande namn av Gustav Lindau. Mycosphaerella maculans ingår i släktet Mycosphaerella, och familjen Mycosphaerellaceae. Arten är reproducerande i Sverige.